# Učenik medicinske ninje (Naruto epizoda)
Učenik medicinske ninje je epizoda animea Naruto Shippuden. Ovo je 11. epizoda 1. sezone.

## Radnja
Nakon trodnevnog putovanja, Tim Kakashi napokon stiže u Sunagakure. Odmah se upute prema Kankurovoj sobi gdje Chiyo, ugledavši Kakashija, nasrne na njeg nazivajući ga Bijelim Očnjakom Konohe te vikajući kako će ga ubiti i tako dobiti svoju osvetu. Nije dala Kakashiju da dođe do riječi i opravda se, već ga je napala. Naruto je, uz uporabu Sjena Klonova, blokirao njezin napad i pridometnuo kako se baka zna boriti. Prije nego što je Chiyo stigla započeti novi napad, Ebizo je podsjeti da je Bijeli Očnjak Konohe umro prije mnogo vremena, na što se ona, nakon poduže stanke, nasmija i odvrati kako se šalila.
Sakura, ugledavši Kankura, odmah procijeni njegovo stanje te pogleda liječničke nalaze. Zatim je zapovijedila da svi, osim medicinskih pomagača i Temari, napuste prostoriju. Nabrojala je pomagačima sve što bi joj trebalo za skoru operaciju, pri čemu je Naruto tiho pridometnuo kako je ona "Cool". Sakura je započela operaciju ulažući vodu preko manje rane u tijelo i izvlačeći pomoću nje otrov iz iste rane van. Operacija je trajala nekoliko sati. Tijekom operacije Naruto je saznao da je Bijeli Očnjak Konohe Kakashijev otac, što je veoma iznenadilo Chiyo. 
Kada je Sakura završila s operacijom, Kankuro je povratio svijest i predao Kakashiju komad Sasorijeve marame koju je zadnjim snagama pomoću lutke uspio otkinuti s njega. Kakashi uzima platno, poziva svoje nin-pse i daje im uzorak kako bi pomoću mirisa pronašli put kojim su išli. Nin-psi odlaze s Pakkunom koji obećaje dati mu izvještaje o potrazi. 
Sakura zatim s nekoliko pomagača odlazi u Sunagakurin staklenik s ljekovitim biljakama kako bi mogla napraviti antibiotik za preostali otrov u Kankurovu tijelu. Sakura to, u nevjerojatno kratkom vremenu, i uspije učiniti te mu tako potpuno spašava život. Kankuro, koji nije sposoban za borbu te se mora odmarati, prisjeća se jednog razgovora s Gaarom, gdje mu on priča o promjeni koju je Naruto izazvao u njemu i o pravom značenju ljubavi. 
Kankuro, zatim, zamoli Naruta da dovede Gaaru natrag u Sunagakure, na što mu Naruto radosno odvraća kako će to sigurno učiniti jer će on ipak jednog dana postati Hokage. 